# Villanueva (La Guajira)
Pour les articles homonymes, voir Villanueva.
Villanueva est une municipalité située dans le département de La Guajira, en Colombie.